# سرنوشت یک مبارز
سرنوشت یک مبارز با نام اصلی گی‌بک یک مجموعهٔ تلویزیونی کره‌ای است که از ۲۳ ژوئیه تا ۲۲ نوامبر ۲۰۱۱ از شبکه ام‌بی‌سی پخش شده است. داستان این مجموعهٔ درباره ژنرال گی‌بک فرمانده پرآوازه ارتش باکجه با بازی لی سو جین می‌باشد.

## خلاصهٔ داستان
داستان از کودکی ژنرال گی‌بک شروع می‌شود او در شهر سابی متولد می‌شود و در نوجوانی فنون شمشیرزنی را از پدرش می‌آموزد. پدرش به دست شاهزاده اویجا کشته می‌شود و انگیزهٔ زندگی گی‌بک به انتقام گرفتن بدل می‌شود اما در دوران جوانی این انتقام‌جویی را کنار می‌گذارد و سعی می‌کند به مردم کمک کند. گی‌بک عاشق دختری به نام ایون‌گو می‌شود که همزمان شاهزاده اویجا نیز به او علاقه‌مند است شاهزاده با دسیسه با ایون‌گو ازدواج کرده و گی‌بک را از سر ترس به مناطق مرزی اعزام می‌کند. از آن پس گی‌بک جنگاوری‌های قهرمانانه‌ای می‌کند و نزد مردم بسیار محبوب می‌شود اما این حسادت امپراتور اویجا را برمی‌انگیزد و موجب می‌شود تا گی‌بک را ۱۲ سال خانه‌نشین کند. در این زمان گی‌بک با یکی از فرماندهان زیردستش ازدواج کرده و صاحب دو فرزند می‌شود. زمانی که باکجه در وضعیت بسیار بدی قرار می‌گیرد پادشاه به ناچار گی‌بک را بازمی‌گرداند و باکجه سرانجام در جنگی عظیم قرار می‌گیرد و نابود می‌شود. ژنرال گی‌بک نیز در همین جنگ کشته می‌شود.

## بازیگران
- لی سو جین درنقش ژنرال گی‌بک
  - لی هیون وو درنقش نوجوانی گی‌بک

آخرین ژنرال باکجه که تاکتیک دان بزرگ جنگ و مردی صادق بود.
- چو جه هیون درنقش پادشاه اویجا
  - نو یونگ هاک درنقش نوجوانی اویجا
  - چوی وون هونگ درنقش کودکی اویجا

آخرین فرمانروای باکجه، پسر پادشاه مو و ملکه سون‌هوا
- سونگ جی هیو درنقش ملکه ایون‌گو
  - پارک اون بین درنقش نوجوانی ایون‌گو
  - جون مین سو درنقش کودکی ایون‌گو

اولین عشق گی‌بک و همسر دوم پادشاه اویجا
- اوه یون سو درنقش ملکه ساتک بی

همسر دوم پادشاه مو
- هیو مین درنقش چویونگ
  - هان بو به درنقش نوجوانی چویونگ

همسر گی‌بک، او در هنرهای رزمی توانایی خاصی دارد.
- جین ته هیون درنقش شاهزاده کیوکی
  - سو یونگ جو درنقش نوجوانی کیوکی
  - نام دا روم درنقش کودکی کیوکی

برادرناتنی پادشاه اویجا، پسر پادشاه مو و ملکه ساتک بی
- چوی جونگ هوان درنقش پادشاه مو

پادشاهی خردمند، بیستمین فرمانروای باکجه که پدر پادشاه اویجا است.
- چا این پیو درنقش ژنرال موجین

فرماندهٔ وفادار باکجه و پدر گی‌بک
- شین اون جونگ درنقش ملکه سون‌هوا

اولین همسر پادشاه مو و مادر پادشاه اویجا
- جون نو مین درنقش سانگ‌چونگ
- یون دا هون درنقش داک‌کی
- کیم یو سوک درنقش هیونگ‌سو
- گو یون هو درنقش دائه‌سو
  - لی پونگ وون درنقش نوجوانی دائه‌سو
- جانگ هی وونگ درنقش یونگ‌سو
  - لی چان هو درنقش نوجوانی یونگ‌سو
- جو کیونگ هون درنقش باک‌پا
- یون وون سوک درنقش پودوک
- پارک سونگ وونگ درنقش کیم یوشین

فرماندهٔ قدرتمند و وفادار شیلا
- آن گیل کانگ درنقش کوی‌وون
- جونگ سونگ مو درنقش یون‌چونگ
- کیم بیونگ کی درنقش ساتک جوک‌دوک

وزیر اعظم باکجه، پدر ملکه ساتک بی
- کوون یونگ وون درنقش چون‌دول
- جو سانگ کی درنقش نام‌جو
- کیم جونگ کی درنقش کی‌می
- سو بیوم شیک درنقش ساگول

محافظ شخصی پادشاه مو
- چوی جه هو درنقش اوی‌جیک
- کیم دونگ هی درنقش یون‌سانگ
- ایم هیون شیک درنقش یون مون‌جین

وزیر اعظم سابق باکجه، پدر یون ته‌یون
- سون دونگ وون درنقش جین‌کوک
- لی بیونگ شیک درنقش هیوب‌جونگ
- جونگ هان هون درنقش باک‌یون
- جونگ کی سونگ درنقش یون چونگ‌مین
- چه هی جه درنقش چو رانگ‌یی
- لی ته کیونگ درنقش وستال
- لی هان وی درنقش ایم‌جا
- اوه جی یونگ درنقش جونگ‌هوا
- چوی ران درنقش یانگ‌میو
- ریو جی هی درنقش هیوسو
- پارک یو هوان درنقش بوک‌جو
- کیم هی سان درنقش اول‌نیو
- کیم هیون سونگ درنقش مون‌گیون
  - لی ته ری  درنقش نوجوانی مون‌گیون

برادرناتنی گی‌بک
- لی دونگ کیو درنقش کیم چون‌چو

فرمانروای آیندهٔ شیلا
- هان جی وو درنقش ملکه یون ته‌یون

همسر اول پادشاه اویجا
- جونگ سو یانگ درنقش میونگ‌جو

همسر فرمانده موجین و مادر گی‌بک
- کواک مین سوک درنقش موک هان‌دوک
- کانگ چول سونگ درنقش فرماندهٔ یوشین

## درصد بیننده‌ها در کشور کرهٔ جنوبی
| تاریخ پخش  | قسمت    | کره جنوبی   | سئول        |
| ---------- | ------- | ----------- | ----------- |
| ۲۰۱۱-۰۷-۲۵ | ۰۱      | ۷٫۵         | 9.6 (13th)  |
| ۲۰۱۱-۰۷-۲۶ | ۰۲      | 8.6 (17th)  | 11.0 (11th) |
| ۲۰۱۱-۰۸-۰۱ | ۰۳      | 9.6 (10th)  | 12.2 (6th)  |
| ۲۰۱۱-۰۸-۰۲ | ۰۴      | 9.3 (13th)  | 11.3 (5th)  |
| ۲۰۱۱-۰۸-۰۸ | ۰۵      | 10.7 (12th) | 12.0 (9th)  |
| ۲۰۱۱-۰۸-۰۹ | ۰۶      | 11.2 (8th)  | 12.5 (8th)  |
| ۲۰۱۱-۰۸-۱۵ | ۰۷      | 10.3 (7th)  | 13.2 (5th)  |
| ۲۰۱۱-۰۸-۱۶ | ۰۸      | 10.8 (8th)  | 13.2 (7th)  |
| ۲۰۱۱-۰۸-۲۲ | ۰۹      | 11.7 (7th)  | 12.9 (7th)  |
| ۲۰۱۱-۰۸-۲۳ | ۱۰      | 12.0 (7th)  | 13.6 (8th)  |
| ۲۰۱۱-۰۸-۲۹ | ۱۱      | 10.9 (7th)  | 12.9 (7th)  |
| ۲۰۱۱-۰۸-۳۰ | ۱۲      | 10.9 (9th)  | 13.4 (7th)  |
| ۲۰۱۱-۰۹-۰۵ | ۱۳      | 10.5 (9th)  | 12.5 (7th)  |
| ۲۰۱۱-۰۹-۰۶ | ۱۴      | 10.4 (10th) | 12.6 (8th)  |
| ۲۰۱۱-۰۹-۱۲ | ۱۵      | 7.9 (11th)  | 9.6 (8th)   |
| ۲۰۱۱-۰۹-۱۳ | ۱۶      | 9.7 (13th)  | 11.0 (11th) |
| ۲۰۱۱-۰۹-۱۹ | ۱۷      | 9.6 (16th)  | 11.6 (8th)  |
| ۲۰۱۱-۰۹-۲۰ | ۱۸      | 11.1 (7th)  | 13.4 (7th)  |
| ۲۰۱۱-۰۹-۲۶ | ۱۹      | 10.0 (11th) | 11.4 (7th)  |
| ۲۰۱۱-۰۹-۲۷ | ۲۰      | 9.9 (12th)  | 12.0 (8th)  |
| ۲۰۱۱-۱۰-۰۳ | ۲۱      | 9.6 (17th)  | 11.3 (11th) |
| ۲۰۱۱-۱۰-۰۴ | ۲۲      | 10.1 (14th) | 12.1 (9th)  |
| ۲۰۱۱-۱۰-۱۰ | ۲۳      | 8.9 (19th)  | 11.8 (9th)  |
| ۲۰۱۱-۱۰-۱۱ | ۲۴      | 11.6 (7th)  | 13.9 (4th)  |
| ۲۰۱۱-۱۰-۱۷ | ۲۵      | 10.3 (13th) | 13.5 (5th)  |
| ۲۰۱۱-۱۰-۱۸ | ۲۶      | 11.0 (11th) | 12.4 (7th)  |
| ۲۰۱۱-۱۰-۲۴ | ۲۷      | 11.3 (12th) | 13.8 (8th)  |
| ۲۰۱۱-۱۰-۲۵ | ۲۸      | 10.7 (13th) | 12.7 (6th)  |
| ۲۰۱۱-۱۰-۳۱ | ۲۹      | 9.4 (17th)  | 12.3 (6th)  |
| ۲۰۱۱-۱۱-۰۱ | ۳۰      | 11.0 (8th)  | 13.2 (6th)  |
| ۲۰۱۱-۱۱-۰۷ | ۳۱      | 9.5 (17th)  | 10.5 (8th)  |
| ۲۰۱۱-۱۱-۰۸ | ۳۲      | 9.8 (18th)  | 10.1 (13th) |
| ۲۰۱۱-۱۱-۱۴ | ۳۳      | 9.2 (18th)  | 10.6 (9th)  |
| ۲۰۱۱-۱۱-۱۵ | ۳۴      | 9.0 (19th)  | 8.5 (19th)  |
| ۲۰۱۱-۱۱-۲۱ | ۳۵      | 10.3 (15th) | 11.6 (6th)  |
| ۲۰۱۱-۱۱-۲۲ | ۳۶      | 11.0 (12th) | 13.0 (5th)  |
| میانگین    | میانگین | ۱۰٫۱٪       | ۱۲٫۸٪       |

Sources: TNmS Media Korea, AGB Nielsen Korea
== جستارهای وابسته 
- شبکهٔ تلویزیونی ام‌بی‌سی کرهٔ جنوبی....